# Carmen de Burgos
Carmen de Burgos Seguí (Almería, 10 de diciembre de 1867-Madrid, 9 de octubre de 1932) fue una  periodista, escritora y traductora española, y activista de los derechos de la mujer. Conocida como Colombine, también firmó con otros seudónimos como «Gabriel Luna», «Perico el de los Palotes», «Raquel», «Honorine» o «Marianela». Perteneció a la generación del 98 y a la Edad de Plata y se la considera la primera periodista profesional en España y en lengua castellana por su condición de redactora del madrileño Diario Universal. También está considerada como la primera corresponsal de guerra.

## Biografía
María del Carmen Ramona Loreta de Burgos Seguí nació el 10 de diciembre de 1867 en la ciudad andaluza de Almería, primogénita de los diez hijos del matrimonio formado por el almeriense José de Burgos Cañizares y la nijareña Nicasia Seguí Nieto. Se crio en Rodalquilar (Níjar), donde su padre poseía tierras, minas y el cortijo La Unión. Recibió la misma educación y cultura que sus hermanos varones. En 1872, su padre fue nombrado vicecónsul de Portugal en España, dependiente del consulado de Cádiz.
En 1883, con dieciséis años y en contra del consejo paterno, se casó con Arturo Álvarez y Bustos, un bohemio pintor y periodista, doce años mayor que ella. Este era hijo de Mariano Álvarez y Robles, gobernador civil de Almería, quien además tenía en propiedad la empresa tipográfica que imprimía el principal diario de la capital. Esto permitió a Carmen familiarizarse con el mundo de la prensa desde joven, colaborando en distintos aspectos de la impresión. Publicó sus primeros artículos en la revista satírica Almería Bufa, que dirigía su marido.
Sin embargo desde el primer momento el matrimonio constituyó una desilusión para Carmen, ya que su marido la maltrató y fue infiel. Tuvieron cuatro hijos Arturo (1890-1890), María del Mar (1891-1891), Arturo (1893-1984) y María de los Dolores de los Dolores Ramona Isabel (1985-1939), pero sus tres primeros hijos fallecieron prematuramente. En junio de 1895 obtuvo la titulación de maestra de Enseñanza Elemental Primaria y en 1898 la de Enseñanza Superior, en Madrid. Desde 1898 comenzó a pasar cada vez más tiempo en el hogar paterno y alejada de su marido. En 1901 obtuvo plaza mediante oposición en la Escuela Normal de Maestras de Guadalajara. Decidió abandonar a su marido para comenzar una nueva vida sin él en Madrid, llevándose consigo a su única hija superviviente, María. Inicialmente, se instaló con su tío, el senador Agustín de Burgos y Cañizares, pero después de que este intentara propasarse con ella abandonó su casa.
A partir de 1902 colaboró con el periódico El Globo, en el que escribía una columna titulada Notas femeninas, que analizaba asuntos como ‘La mujer y el sufragio’ o ‘La inspección de las fábricas obreras’. En 1903, Augusto Suárez de Figueroa fundó el Diario Universal y la contrató para llevar una columna diaria titulada Lecturas para la mujer, bajo el seudónimo de «Colombine», sugerido por el propio editor. Era la primera vez en España que una mujer fue reconocida como periodista profesional. En su columna, Carmen de Burgos trataba de modas y modales, pero introducía ideas que ya se estaban popularizando en otros países europeos. Hizo campaña para que se legalizara el divorcio, lo que le valió la admiración de Giner de los Ríos y Blasco Ibáñez, pero recibió ataques por parte de la Iglesia y de los sectores conservadores que buscaron desacreditarla. En 1905 consiguió una beca del Ministerio de Instrucción Pública para estudiar los sistemas de enseñanza de otros países, y viajó durante casi un año por Francia, Italia y Mónaco.

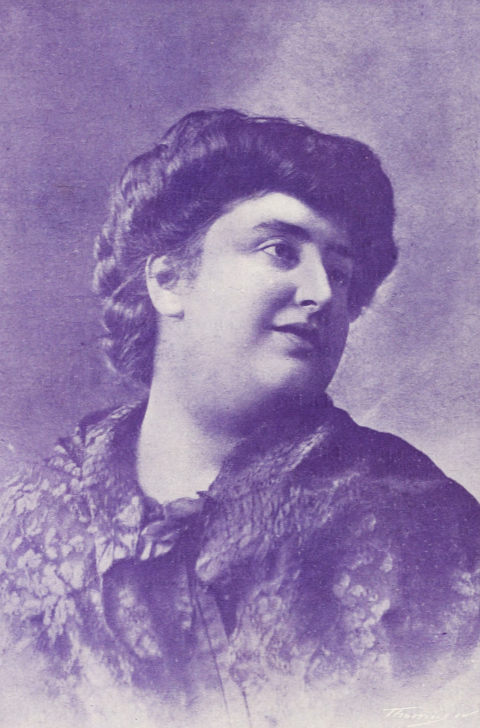
Retrato de Carmen de Burgos en Feminal (1907), publicación de la que era corresponsal en Madrid.

En 1907 fue admitida en la Asociación de la Prensa de Madrid, junto con Consuelo Álvarez Pool, "Violeta". A finales de 1906 retomó su labor docente y periodística y lanzó una campaña en el Heraldo de Madrid a favor del sufragio femenino con una columna titulada «El voto de la mujer». A su regreso de Francia creó una reunión semanal denominada ‘La tertulia modernista’, a la que acudían escritores, periodistas, músicos, artistas plásticos, poetas y artistas extranjeros de paso por Madrid. Allí conoció a Ramón Gómez de la Serna, entonces un desconocido estudiante de diecinueve años, veinte años menor que ella, que se convirtió en su admirador. Puntualmente, todos los días iba Ramón a visitarla a su casa a las cinco de la tarde, escribían juntos y luego paseaban por los cafés de la Puerta del Sol hasta medianoche. Sobre 1909 iniciaron una larga relación amorosa y literaria. Además, aquella tertulia se mantuvo varios años y estuvo en el origen de la Revista Crítica (1908-1909), de la que llegaron a salir seis números, en los que colaboraron Eduardo Zamacois, Salvador Rueda, Enrique Díez Canedo, Juan Ramón Jiménez, Antonio de Hoyos y Vinent, Rafael Cansinos-Assens, Ramón Gómez de la Serna y Tomás Morales, entre otros. También eran asiduos de la tertulia Eduardo Barriobero y José Francés. En 1907, con la llegada al gobierno del conservador Antonio Maura, el ministro de Instrucción Pública Rodríguez-San Pedro la destinó a Toledo para alejarla de Madrid, según su biógrafa Concepción Núñez. Pero Carmen seguía volviendo a su casa de Madrid todos los fines de semana para animar la tertulia literaria que había creado.

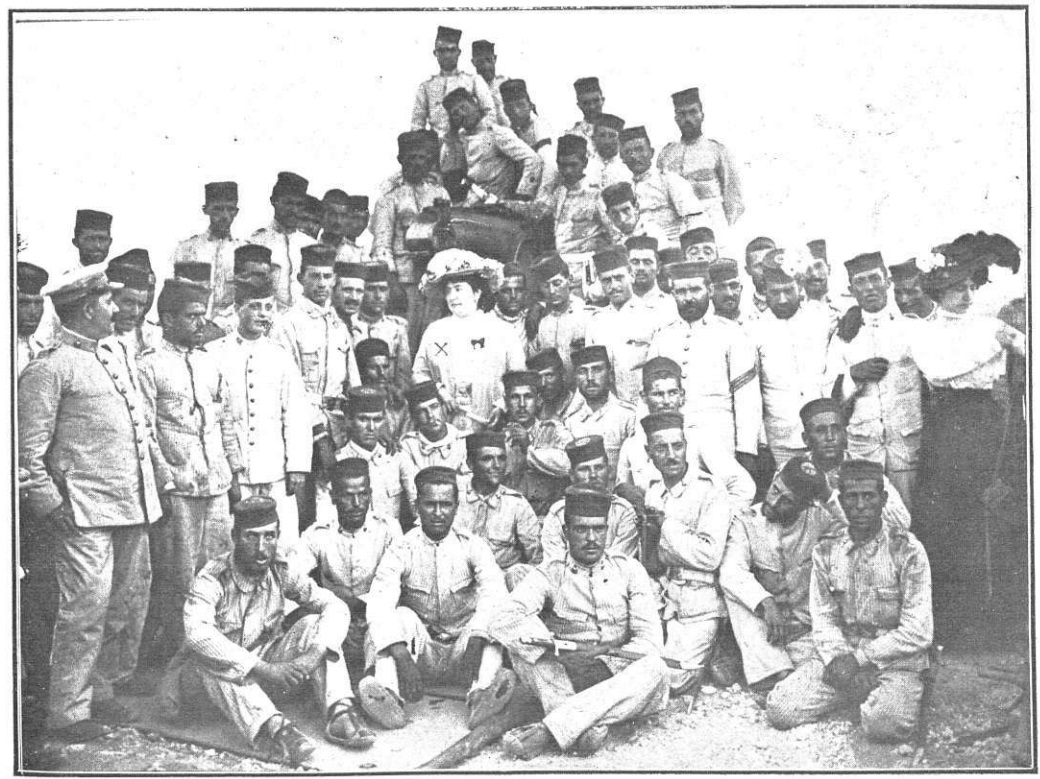
Colombine, fotografiada en el verano de 1909 en Melilla por Goñi, durante la guerra de Melilla, rodeada de oficiales y soldados de artillería.

Se relacionó con Benito Pérez Galdós, Vicente Blasco Ibáñez, Rafael Cansinos Assens, Juan Ramón Jiménez, Tomás Morales, Alonso Quesada, Julio Antonio, Julio Romero de Torres, Sorolla, entre otros. Desarrolló además una estrecha amistad con la escritora portuguesa Ana de Castro Osório.
En el año 1908, Carmen fundó la Alianza Hispano-Israelí en defensa de la comunidad sefardí internacional. Su  difusión se realizó a través de la Revista Crítica. Tras el desastre del barranco del Lobo durante la guerra de Melilla en 1909, Carmen de Burgos decidió acercarse a las tropas españolas que luchaban alrededor de Melilla. Allí ejerció de corresponsal de guerra del diario El Heraldo de Madrid. Una vez de vuelta a Madrid publicó el artículo ¡Guerra a la guerra! en el que defendía a los pioneros de la objeción de conciencia. En 1909 falleció su esposo y quedó viuda. 

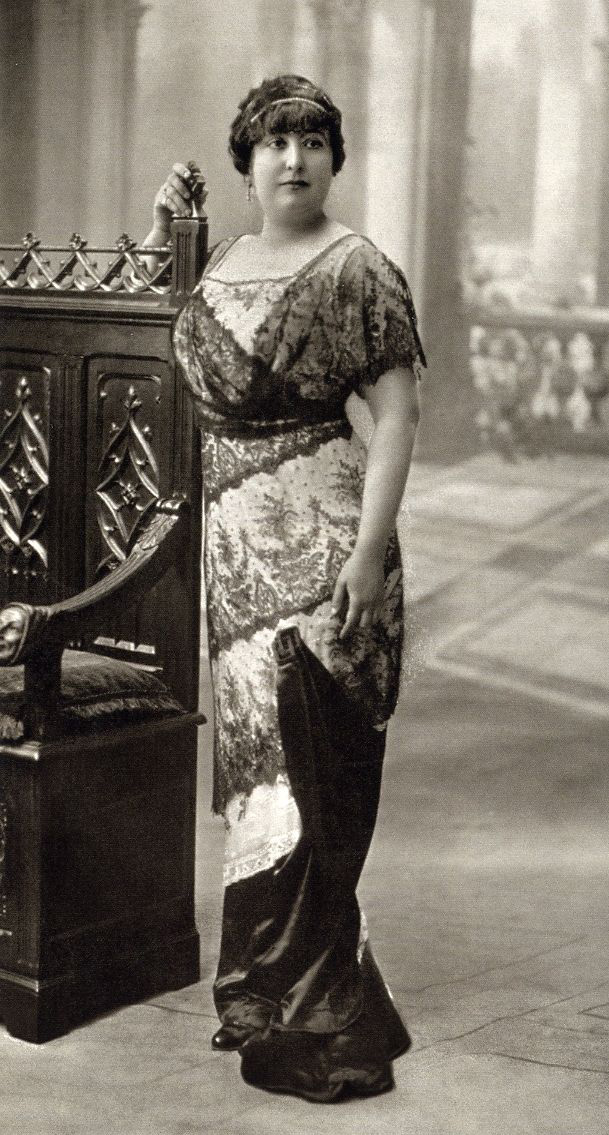
Carmen de Burgos hacia 1913.

En 1911 fue nombrada profesora de la Escuela de Artes y Oficios de Madrid, trabajo que compaginaba con el de dar clase a personas ciegas y sordomudas.
Carmen y Ramón Gómez de la Serna no se casaron, pero compartieron su vida y su pasión por la literatura durante unos veinte años, residiendo en distintos países, pero regresando siempre a Madrid. Escribían en revistas y periódicos, apoyaban proyectos de jóvenes autores y viajaron a Portugal y a Italia, manteniendo Carmen su interés por los temas sociales. Carmen esperaba que su hija María siguiera sus pasos como escritora, pero aunque logró ser publicada, prefirió dedicarse a la interpretación.

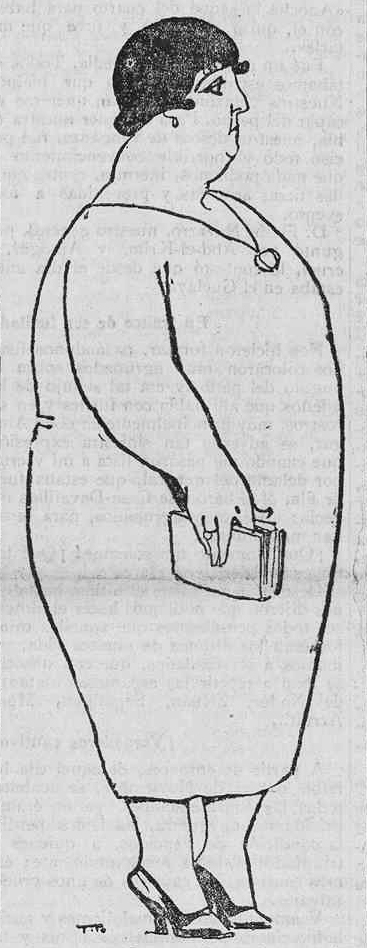
Retratada por Tito (La Libertad, 1923).

En 1917, su hija se casó con el también actor Guillermo Mancha, y finalmente se trasladaron a América. En 1921 capitaneó la primera manifestación sufragista en España que tuvo lugar en Madrid. En 1929, tras el fracaso de su matrimonio, su hija regresó con ella a Madrid, donde Carmen consiguió para su hija, una actriz sin éxito y con problemas de adicción, un papel menor en la obra de Gómez de la Serna Los medios seres, que fracasó en taquilla. El autor y su hija iniciaron un romance durante los ensayos, que duró menos de un mes y que terminó con una escapada a París de Gómez de la Serna. La longeva relación de Carmen y Gómez de la Serna se rompió irremediablemente, y si bien se distanciaron, esta no dejó de considerarle un amigo.
Con la proclamación de la Segunda República en 1931, la nueva constitución reconoció el matrimonio civil, el divorcio y el voto femenino, colmando así las aspiraciones de Carmen de Burgos. Se afilió al Partido Republicano Radical Socialista y fue nombrada presidente de la Cruzada de Mujeres Españolas y de la Liga Internacional de Mujeres Ibéricas e Hispanoamericanas. Fue también elegida vicepresidente primero de la Izquierda Republicana Anticlerical, y en noviembre de 1931 ingresó en la masonería, donde fundó la logia Amor, de la que era gran maestre.

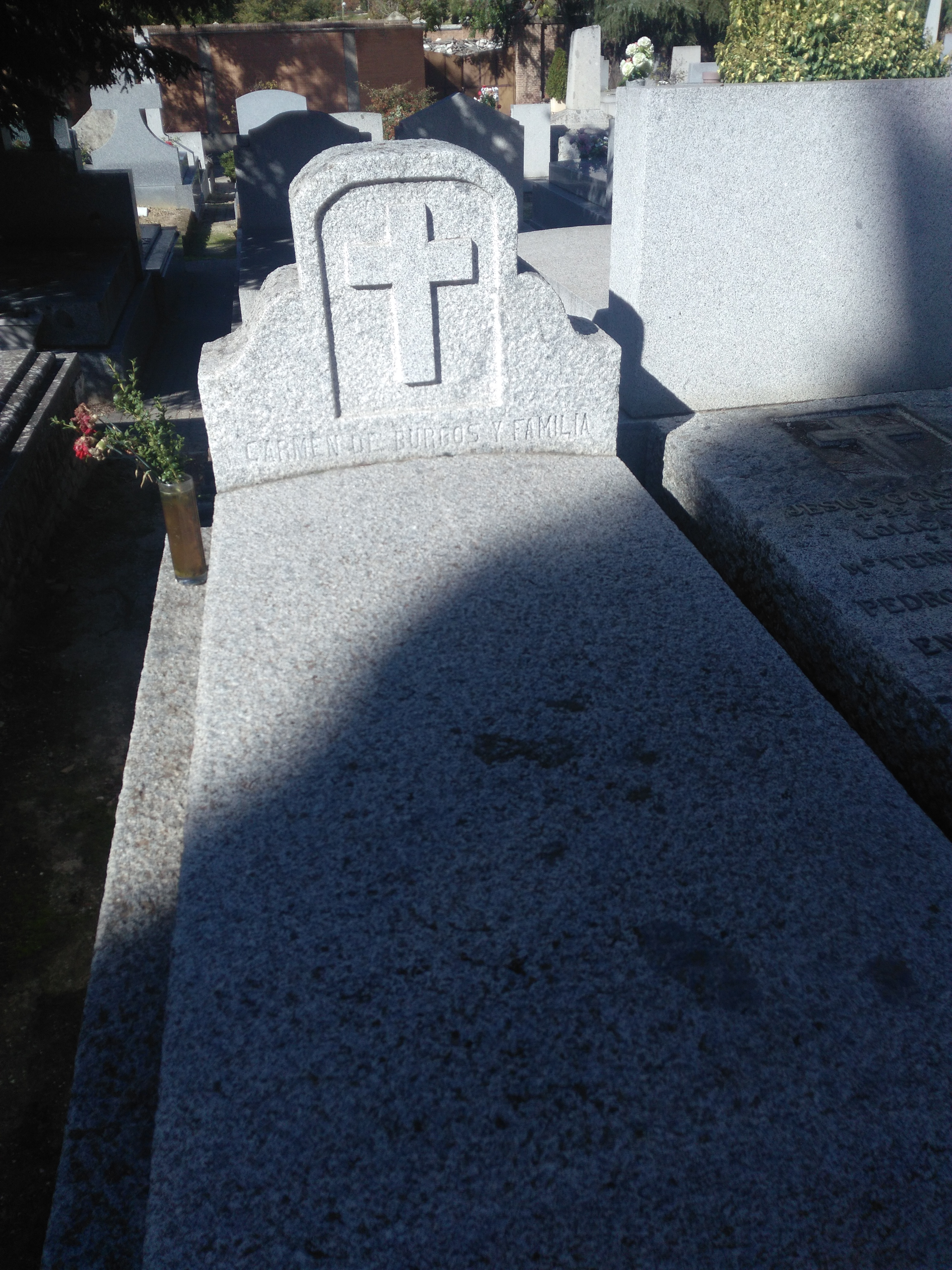
Tumba de Carmen de Burgos en el cementerio civil de Madrid.

El 8 de octubre de 1932, mientras participaba en una mesa redonda sobre educación sexual en el Círculo Radical Socialista, Carmen de Burgos empezó a sentirse mal y fue trasladada a su domicilio, donde la atendieron tres médicos, entre los cuales estaba su amigo Gregorio Marañón, pero sin éxito. Sus últimas palabras fueron:

Muero feliz porque muero republicana. Griten, amigos, conmigo: ¡Viva la República!

Falleció a los sesenta y cuatro años de edad, a las dos de la madrugada del día 9, y fue enterrada en el cementerio civil de Madrid en presencia de los principales políticos e intelectuales de la época. Clara Campoamor, junto con varios intelectuales, pidió que se diera su nombre a una calle de Madrid. Su hija falleció en 1939, con cuarenta y un años, siendo enterrada junto a ella.
Tras la Guerra Civil y la victoria del régimen franquista, su nombre fue incluido en la lista de autores prohibidos y sus libros desaparecieron de las bibliotecas y las librerías.

## Obra
Trabajó en el Diario Universal, El Globo, La Correspondencia de España, El Heraldo de Madrid y ABC, diario del que fue la primera redactora. Cubrió diferentes episodios de la Guerra de Melilla en 1909, siendo una de las primeras mujeres corresponsales de guerra de la historia de España. Firmó, además de con «Colombine», con seudónimos como «Perico el de los Palotes», «Gabriel Luna», «Raquel», «Honorine» y «Marianela».

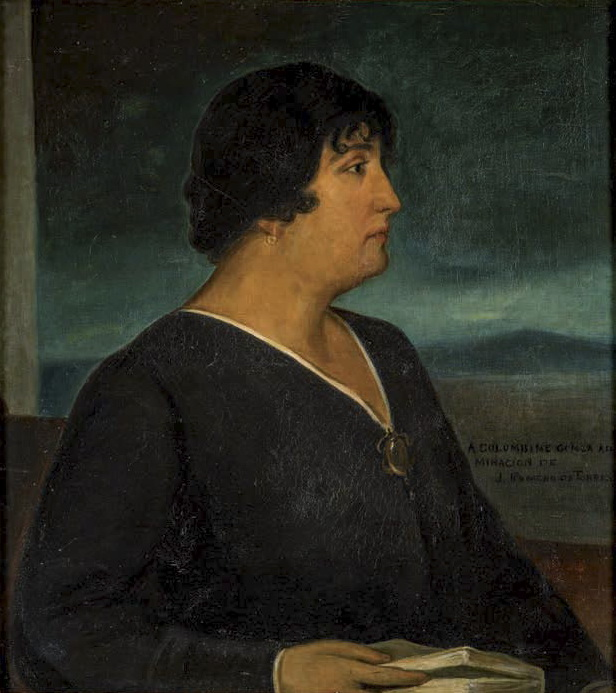
Retratada por el pintor Julio Romero de Torres (1917).

Además de su intensa obra periodística son destacables sus conferencias en el ámbito del movimiento feminista; como por ejemplo: La misión social de la mujer (1911) y La mujer en España. Entre sus novelas más populares puede citarse Puñal de claveles, escrita al final de su vida y basada en el suceso conocido como el «crimen de Níjar», que tuvo lugar el 22 de julio de 1928 en el Cortijo del Fraile, en los Campos de Níjar, y que fue una de las inspiraciones con que contó Federico García Lorca para sus Bodas de sangre.
Se le considera una de las primeras defensoras del papel social y cultural de la mujer. Defendió asimismo la libertad y el goce de existir. Decididamente independiente, creyó firmemente en la necesidad de educar y formar a la mujer con el último fin de alcanzar la emancipación económica. Es considerada una temprana "feminista", aunque ella odiaba ese término. En su obra La mujer moderna y sus derechos (1927) definía su postura como un feminismo conciliador al explicar: «No es la lucha de sexos, ni la enemistad con el hombre, sino que la mujer desea colaborar con él y trabajar a su lado». No fue muy bien considerada por un importante sector de los críticos y escritores contemporáneos, que en muchas ocasiones colocaron su labor y su obra relegada y reducida a la condición de «amante» de Ramón Gómez de la Serna.

### Obras
Ensayos y otros escritos
- Ensayos literarios, 1900.
- Álbum artístico literario del siglo XX, 1901.
- Notas del alma, 1901, (colección de coplas populares).
- Moderno tratado de labores. Barcelona, Antonio Bastinos ed., 1904.
- El divorcio en España, 1904.
- La mujer en España, Valencia, Sempere y Cía., 1906.
- El arte de saber vivir. Prácticas sociales. Valencia, Sempere, s. a. (1906).
- Viajes por Europa. (Impresiones). Francia, Italia y Mónaco. Ilustrada con 234 grabados. Barcelona, Casa Editorial Maucci, 1906. Ibid. 1923.
- Cartas sin destinatario (Bélgica, Holanda y Luxemburgo). Valencia, Sempere.
- Confidencias de artistas. Prólogo de Ramón Gómez de la Serna. Madrid, Sociedad Española de Librería, 1916.
- ¿Quiere Vd. conocer los secretos del tocador? Barcelona, Ramón Sopena, 1917, 1934.
- ¿Quiere Vd. comer bien? Manual práctico de cocina. Barcelona, Ramón Sopena, s. a. Hay reediciones de 1931 y 1936.
- Nuevos modelos de cartas. Barcelona, Ramón Sopena, 1914, 1932.
- La mujer en el hogar: Economía doméstica. Guía de la buena ama de casa. Valencia, Prometeo, s. a.
- Salud y belleza. Secretos de higiene y tocador. Valencia, Prometeo, s. a.
- El tocador práctico. Valencia, Sempere, 1910.
- La mujer moderna y sus derechos. Valencia, Sempere, ap.1920. Madrid, Ayuntamiento, 2007.
- La mujer jardinero. Valencia, Sempere, s. a.
- La voz de los muertos, Valencia, Sempere, 1911. Facsímil digital en Biblioteca Digital Hispánica.
- Giacomo Leopardi, su vida y sus obras. 2 vols. Valencia, Sempere, 1911.
- El voto, las escuelas y los oficios de la mujer.
- Misión social de la mujer, 1911.
- Cartas sin destinatario, 1912.
- Arte de ser elegante, Valencia, Sempere, s. a.
- Arte de saber vivir. Valencia, Sempere, s. a.
- Tesoro de la belleza. (Arte de seducir). Tomo I de la segunda serie para la Mujer. Valencia, Sempere, s. a.
- El arte de ser amada. Contiene todo aquello que puede interesar a la mujer para alcanzar la felicidad, embellecer su cuerpo y su espíritu, llegando a ser seductora y atrayente y lograr la eterna juventud.Valencia, Sempere, s. a.
- La cocina moderna. Prólogo y arreglo de Carmen de Burgos Segui, profesora de esta asignatura en la Escuela de Artes e industrias de Madrid. Valencia, Sempere, s. a.
- Nueva cocina práctica. Valencia, Sempere, s. a.
- Impresiones de Argentina, 1914.
- Confesiones de artistas, Prólogo de Ramón Gómez de la Serna. Madrid, V. H. de Sanz Calleja Eds., 1916.
- Confesiones de artistas. tomo II.  Madrid, V. H. de Sanz Calleja Eds., c. 1916.
- Mis viajes por Europa. Suiza, Dinamarca, Suecia y Noruega. Madrid, V. H. de Sanz Calleja, c. 1916
- Mis viajes por Europa. vol. II. Alemania, Inglaterra y Portugal. Madrid, V. H. de Sanz Calleja, c. 1916.
- Peregrinaciones. Mis viajes por Europa. Suiza, Dinamarca, Suecia, Noruega, Alemania, Inglaterra, Portugal. Epílogo de Ramón Gómez de la Serna.Madrid, Imp. Alrededor del Mundo, 1917. 2.ª ed., V. H. Sanz Calleja.
- Fígaro. (Revelaciones, "Ella", descubierta, epistolario inédito). Epílogo por Ramón Gómez de la Serna. Imprenta Alrededor del Mundo 1919.
- Vademécum femenino. Valencia, Sempere, 1920.
- El arte de ser mujer. (Belleza y perfección). Madrid, Sociedad General Española de Librería, 1922.
- La Emperatriz Eugenia, 1920.
- Modelos de cartas (contiene todas las reglas referentes al estilo epistolar. Valencia, Sempere, 1924.
- Amadís. Libro de Caballerías compuesto sobre el Amadís de Gaula de Garci-Ordúñez de Montalvo, por Carmen de Burgos. Valencia, Sempere, 1924.
- Las ensaladillas, Madrid, La Novela Corta, 1924.
- La emperatriz Eugenia.  Su vida, Madrid, La Novela Corta, 1925.
- El arte de ser mujer (Belleza y perfección: Estética y la psicología de la moda. Los grandes maestros. El lujo y sus creaciones. Madrid, Juan Pueyo, s. a.
- Hablando con los descendientes, Madrid, Renacimiento, 1929.
- Gloriosa vida y desdichada muerte de D. Rafael del Riego (Un crimen de los Borbones). Madrid, Biblioteca Nueva, 1931. Sevilla, Ed. Renacimiento, 2013.

Novelas

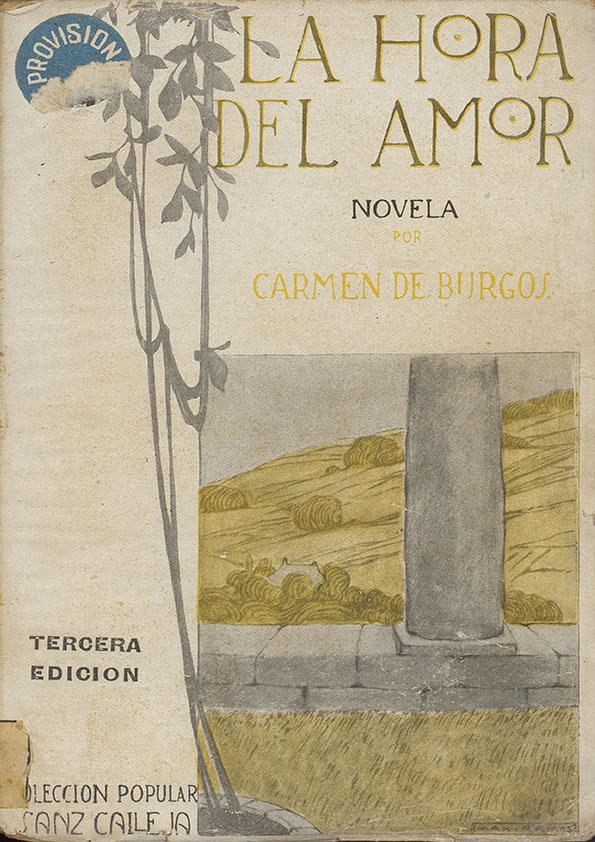
La hora del amor, publicada por la Editorial Calleja

- Alucinación. Ilustraciones de Sánchez Gerona. Madrid, Viuda de Rodríguez Sierra, 1905. Colección Mignon XLII.
- Los inadaptados, 1909.
- El balcón. Valencia, Sempere, s. a. (1909).
- La rampa (Cuentos), Madrid, Renacimiento, 1917.
- Ellas y ellos ó ellos y ellas. Madrid, Imprenta Alrededor del Mundo, 1917.
- El último contrabandista. Barcelona, Sopena, 1918.
- El retorno. Novela espiritista (Basada en hechos reales). Lisboa, Lusitania, 1922.
- La hora del amor. Madrid, V. H. Sanz Calleja, 192?
- La malcasada, 1923.
- La malcasada. Introducción de Emilio Sales. Sevilla, Ed. Renacimiento, 2016.
- Los espirituados.Madrid, Rivadeneyra, 1923.
- La mujer fantástica, Valencia, Sempere, 1924.[16]
- El tío de todos, 1925.
- Los anticuarios.[17] Madrid, Biblioteca Nueva, 192?.
- Quiero vivir mi vida. Con un prólogo del Dr. Marañón sobre el sentido de los celos. Madrid, Biblioteca Nueva, 1931.
- Puñal de claveles, 1931. Facsímil digital en Biblioteca Digital Hispánica. Otras ediciones: Stockcero, USA, 2009. Descrito Ediciones, Madrid, 2018.

Novela corta

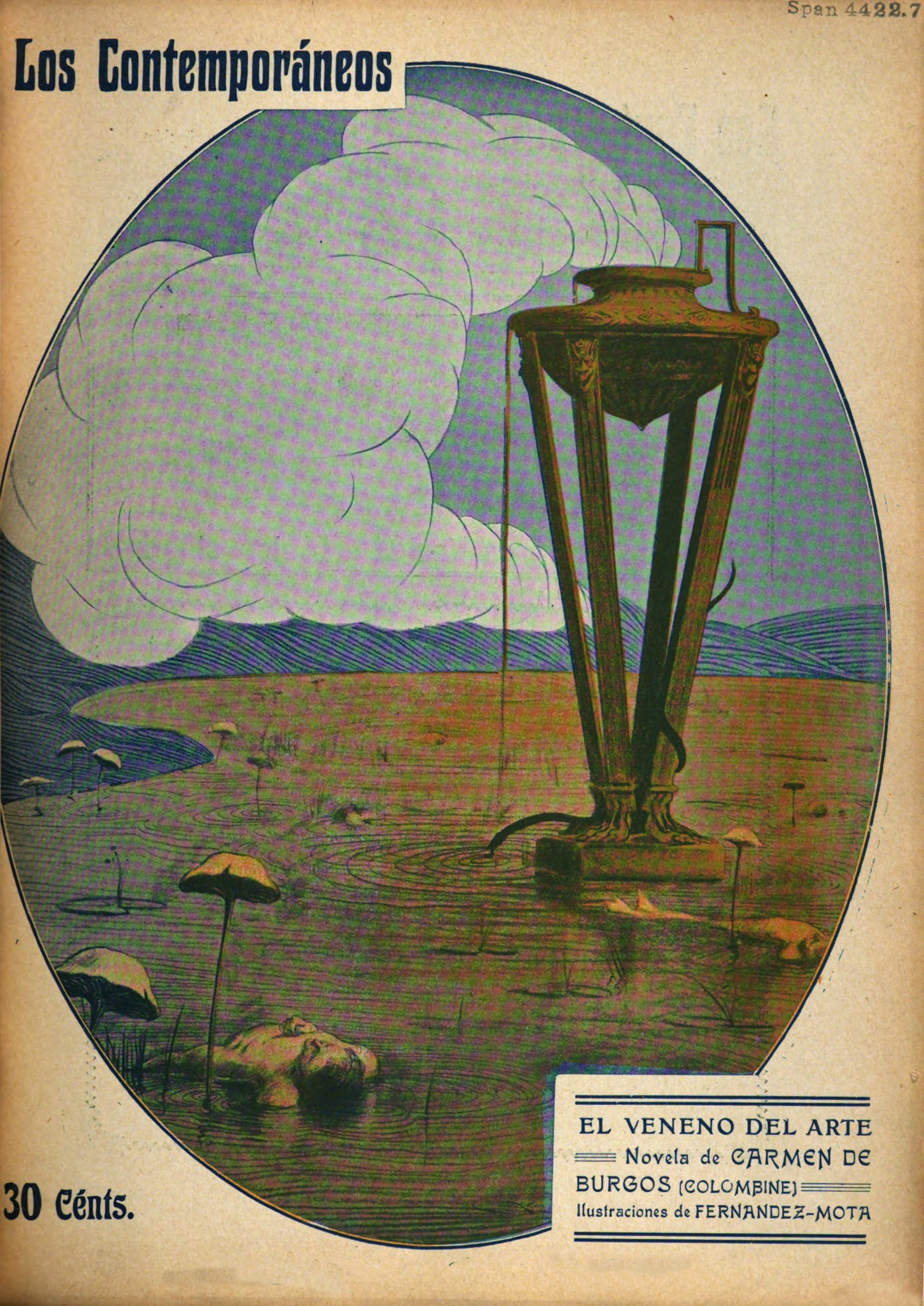
El veneno del arte (n.º 57 de Los Contemporáneos, 28 de enero de 1910)

- Alucinación, Viuda de Rodríguez Serra, Biblioteca Mignon, 1905.
- El Novenario, Ilustraciones de Ernesto Durias, Publicaciones Nuevo Mundo, s.a..
- El tesoro del castillo, El Cuento Semanal, ilustraciones de Pedrero, 1907.
- Senderos de vida, Ilustraciones de Posada, El Cuento Semanal, 1908.
- El veneno del arte. Ilustraciones de Fernández-Mota, Los Contemporáneos, 1910.
- La indecisa, El Libro Popular, 1912.
- La justicia del mar, El Libro Popular, 1912.
- Frasca la tonta, Ilustraciones de Luis Blesa, El Libro Popular, 1914.
- Malos amores, El Libro Popular, ilustraciones de Bartolozzi, 1914.
- Villa María, La Novela Corta, 1916.
- El hombre negro, La Novela Corta, 1916.
- Los usureros, ilustraciones de Bartolozzi,  Los Contemporáneos, 1916.
- Lo inesperado, La Novela con Regalo, 1916.
- El perseguidor, La Novela Corta, 1917
- Pasiones, La Novela Corta, 1917.
- La mejor film, La Novela Corta, 1918.
- Venganza, La Novela Corta, 1918. (Es Frasca la tonta con nuevo título).
- ¡Todos menos ese! La Novela Corta, 1918.
- Los negociantes de la Puerta del Sol, La Novela Corta, 1919.
- Dos amores, La Novela Corta,1919.
- El fin de la guerra, Portada de Y. Durán, Los Contemporáneos, 1919.
- Confidencias, Los Contemporáneos, 1920.
- La flor de la playa, La Novela Corta, 1920.
- Los amores de Faustino, La Novela Corta, 1920.
- Luna de miel, La Novela Corta, 1921.
- La ciudad encantada, La Novela Corta, 1921.
- La entrometida, La Novela Corta, 1921.
- El artículo 438. Ilustraciones de Bartolozzi, Los Contemporáneos,1921.
- La princesa rusa, La Novela Corta, 1922.
- El suicida asesinado, La Novela Corta, 1922.
- La mujer fría, La Novela Corta, 1922.
- Los huesos del abuelo, Los Contemporáneos, 1922.
- La prueba, ilustraciones de Yzquierdo Durán, Los Contemporáneos, 1922.
- El anhelo, ilustraciones de Manchón, La Novela Semanal, 1923.
- El extranjero, La Novela Semanal, 1923.
- La pensión Ideal, La Novela Corta,1923.
- El hastío del amor, La Novela Corta,1923.
- La que se casó muy niña, Ilustraciones de Bradley, La Novela Corta, 1923.
- La miniatura, Ilustraciones de Esplandiú, La Novela Corta, 1924.
- La melena de la discordia, La Novela Semanal, 1925
- La nostálgica, La Novela Semanal, 1925.
- El "misericordia", La Novela Mundial, 1927.
- La misionera de Teotihuacán, La Novela Mundial, 1926.
- Se quedó sin ella, La Novela de Hoy,1929.
- Los endemoniados de Jaca (Novela misteriosa), Novelas y Cuentos, 1932.
- La que quiso ser maja, ilustraciones de Loygorri, La Novela Pasional. reed. Sevilla, Renacimiento, 2000.
- Hasta renacer, Prensa Popular.
- El abogado
- En la guerra
- Honor de familia
- Cuentos de Colombine. Valencia, F. Sempere y Compañía, 1908.
- Mis mejores cuentos. Sevilla, Editoriales Andaluzas Unidas, 1986.
- La flor de la playa y otras novelas cortas. Madrid, Castalia, 1989.
- La mujer fría y otros relatos. Nota preliminar por Eduardo Mendoza. Prólogo de Amparo Hurtado. Barcelona, Círculo de lectores, 1996.
- La mujer fría (y otros relatos). Madrid, Ediciones Torremozas, 2012.
- Ellas y ellos o Ellos y ellas: Novelas cortas de Carmen de Burgos, Colombine, Huso editorial, 2016.
- Three Novellas: Confidencias, La mujer fría y Puñal de claveles. Manchester University Press, Reino Unido, 2016.

Traducción
- Helen Keller, La historia de mi vida (muda, sorda y ciega), 1904. 2.ª ed., Sevilla, Renacimiento, 2012.
- León Tolstoy, La guerra ruso-japonesa, Valencia, Prometeo, ap. 1909.
- Paul Julius Moebius, La inferioridad mental de la mujer, Sempere y Cía., 1909.
- Conde Gera Mattachich, Loca por razón de Estado (La princesa Luisa de Bélgica), Madrid, Vda. de Rodríguez Serra, 1904.
- Ernesto Renan, Los Evangelios y la segunda generación cristiana, Valencia, Sempere y Cía., 1904.
- Ernesto Renan, La Iglesia cristiana, Valencia, Sempere y Cía., 1904.
- León Deutsch, Diez y seis años en Siberia, 2 vols. Valencia, Sempere y Cía., 1906.
- Roberto Bracco, En el mundo de las mujeres, (Conversaciones feministas), Madrid, Vda. de Rodríguez Serra, 1906.
- Saint-Georges de Bouhélier, El rey sin corona, 1908.
- Longo, Dafnis y Cloe (De la versión francesa de Santiago Amyot), Valencia, Prometeo, ap. 1910.
- Emilio Salgari, La conquista de un imperio (en «viajes y aventuras» de la Biblioteca Arte y Literatura), Casa Editorial Maucci, 1911.
- Emilio Salgari, Los misterios de la India, Casa Editorial Maucci, 1911.
- Emilio Salgari, Los últimos filibusteros, Casa Editorial Maucci, 1911.
- Pablo Mantegazza, Fisiología del placer (a partir de la 5.ª edición italiana), 2 vols. Casa Editorial Maucci, 1913.
- John Ruskin, La corona de olivo silvestre, El trabajo, El tráfico, La guerra, Los jardines de las reinas, Valencia, Prometeo, ap. 1911-1913.
- John Ruskin, Las mañanas en Florencia, Valencia, Prometeo, 1913.
- John Ruskin, Las piedras de Venecia, Valencia, Prometeo, 1913.
- John Ruskin, Las siete lámparas de la arquitectura, Valencia, Prometeo, 1913.
- John Ruskin, Los pintores modernos. El paisaje, Valencia, Prometeo, 1913.
- Max Nordau, Fábulas. Cuentos a Mimí. (Cuentos a Maxa), Barcelona Casa Editorial Araluce, 1914.
- John Ruskin, El reposo de San Marcos. Historia de Venecia, Valencia, Prometeo, 1915.
- John Ruskin, La Biblia de Amiens, Valencia, Prometeo, 1916.
- John Ruskin, Los recuerdos de mi juventud, Valencia, Prometeo, ap. 1913.
- John Ruskin, El valle del Arno, Valencia, Prometeo, ap. 1913.
- La decisión, 1917.
- Rose Nicolle, Una idea de parisiense por página, 1917.
- H. Besser, La perseverancia, Ediciones Españolas, 1919.
- Madame de La Fayette, La princesa de Clèves.
- Marcelle Tinayre, Mi grande.
- Marcelle Tinayre, La dulzura de vivir (en «La novela literaria»), Valencia, Prometeo, 1920.
- J. H. Rosni, La indomada.
- Anatole France, El tío Geromo (Crainqueville).
- Cuentistas italianos.
- Gerardo de Nerval, Las hijas del fuego. Prólogo de Ramón Gómez de la Serna. Madrid, Biblioteca Nueva, 193?
- Rachilde, El ratoncito japonés. Nota de Alberto Insúa. Madrid, Rivadeneyra, 1923.

## Homenajes

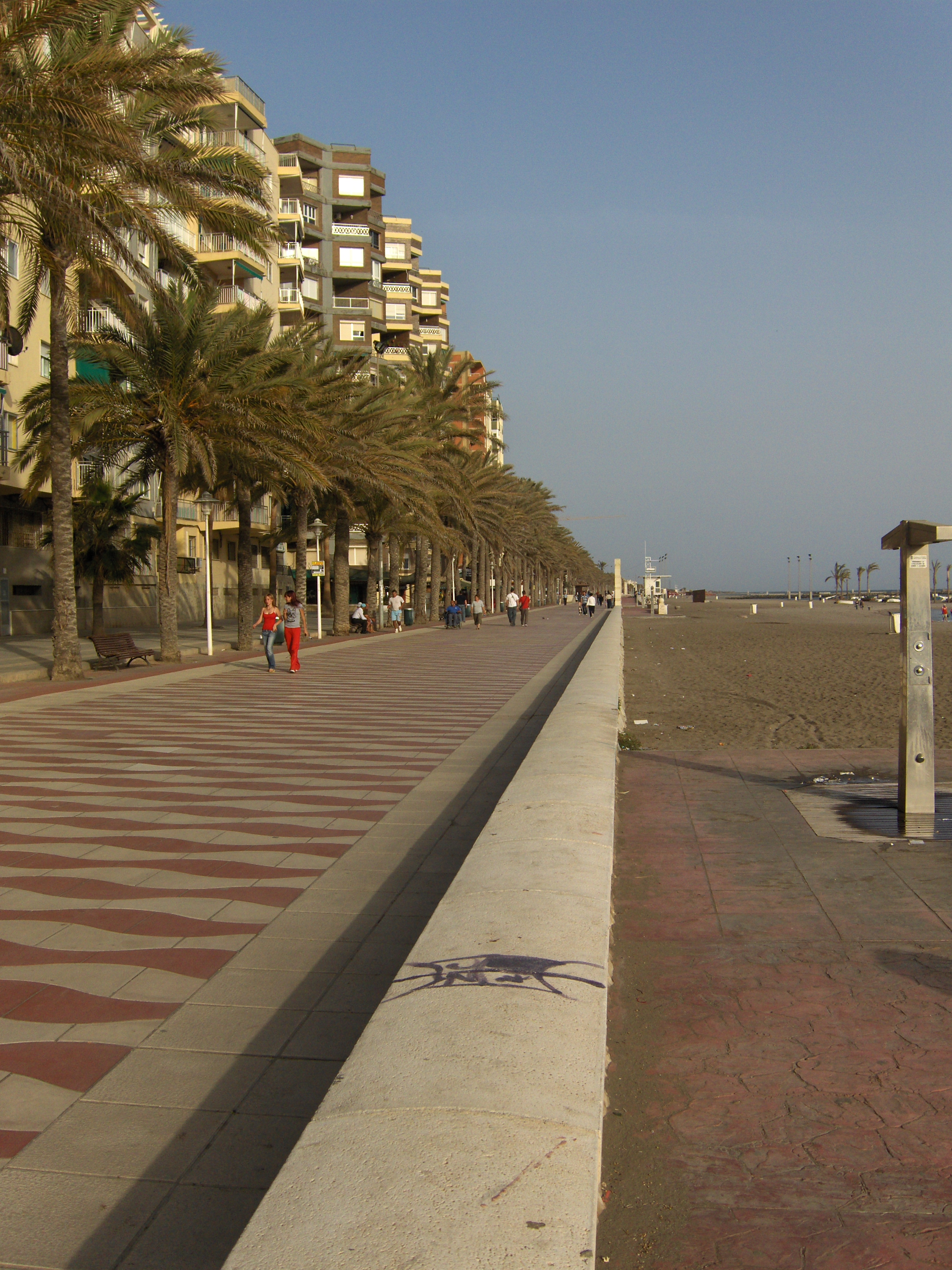
Paseo marítimo Carmen de Burgos, en Almería, su ciudad natal.

Son muchos los homenajes que se le han hecho a través de darle su nombre a calles o edificios públicos en su provincia natal de Almería y en otros lugares. Entre ellos destacan: 
- Numerosas localidades tienen una calle con su nombre, entre otras: Málaga, Madrid, Cuenca, Atarfe, La Carolina, Guadalajara, Montilla, Lebrija, Roquetas de Mar, Chiclana de la Frontera, Granada, Albacete, Andújar y Miranda de Ebro.
- En Almería capital se dio su nombre al Paseo Marítimo de la ciudad.
- En Málaga capital y en Cabra se encuentran colegios públicos (CEIP) con su nombre.[18]
- El instituto de Educación Secundaria de Alovera y el de Huércal de Almería, llevan su nombre.

En 2017 la Biblioteca Nacional de España conmemoró el 150 aniversario de su nacimiento con una muestra bibliográfica y una mesa redonda.
En julio de 2018 la Asociación “Herstóricas. Historia, Mujeres y Género” y el Colectivo “Autoras de Cómic” creó un proyecto de carácter cultural y educativo para visibilizar la aportación histórica de las mujeres en la sociedad y reflexionar sobre su ausencia consistente en un juego de cartas. Una de estas cartas estuvo dedicada a Carmen de Burgos.